# Heinrich Keimig
Heinrich Keimig (Worms, 1913. június 12. – Offenbach am Main, 1966. január 15.) olimpiai bajnok német kézilabdázó, katona.
Részt vett az 1936. évi nyári olimpiai játékokon, amit Berlinben rendeztek. A kézilabdatornán játszott, amit a német válogatott meg is nyert. A csapat veretlenül lett bajnok és mindenkit nagy arányban győztek le.
A második világháborúban súlyosan megsérült, miközben Észak-Afrikában szolgált 1941-ben és csak 1949-ben szabadult a fogságból.